# Angel Blossom
Angel Blossom — 32-й сингл японской певицы и сэйю Наны Мидзуки, выпущенный 22 апреля 2015 года на лейбле King Records. Сингл достиг 4 позиции в рейтинге Oricon и оставался в списке в течение 13 недель, продано более 44 673 экземпляров.

## Список композиций
1. Angel Blossom (4:06)
  - Слова: Нана Мидзуки
  - Музыка: Хадзимэ Митсумасу
  - Аранжировка: EFFY
  - Открывающая тема для аниме Magical Girl Lyrical Nanoha ViVid
2. Lazy Syndrom(4:00)
  - Слова: Такуми Ёсида
  - Музыка: Такуми Ёсида
  - Аранжировка: Хитоси Фудзима (Elements Garden)
  - Открывающая тема для радиопрограммы Mizuki Nana no M no Sekai
3. Ashita graffiti(3:58)
  - Слова: Сёко Фудзибаси
  - Музыка: Юски Като
  - Аранжировка: Юски Като
  - Открывающая тема для рекламы Ehime Ginkō